# Miradouro do Pico das Cruzinhas

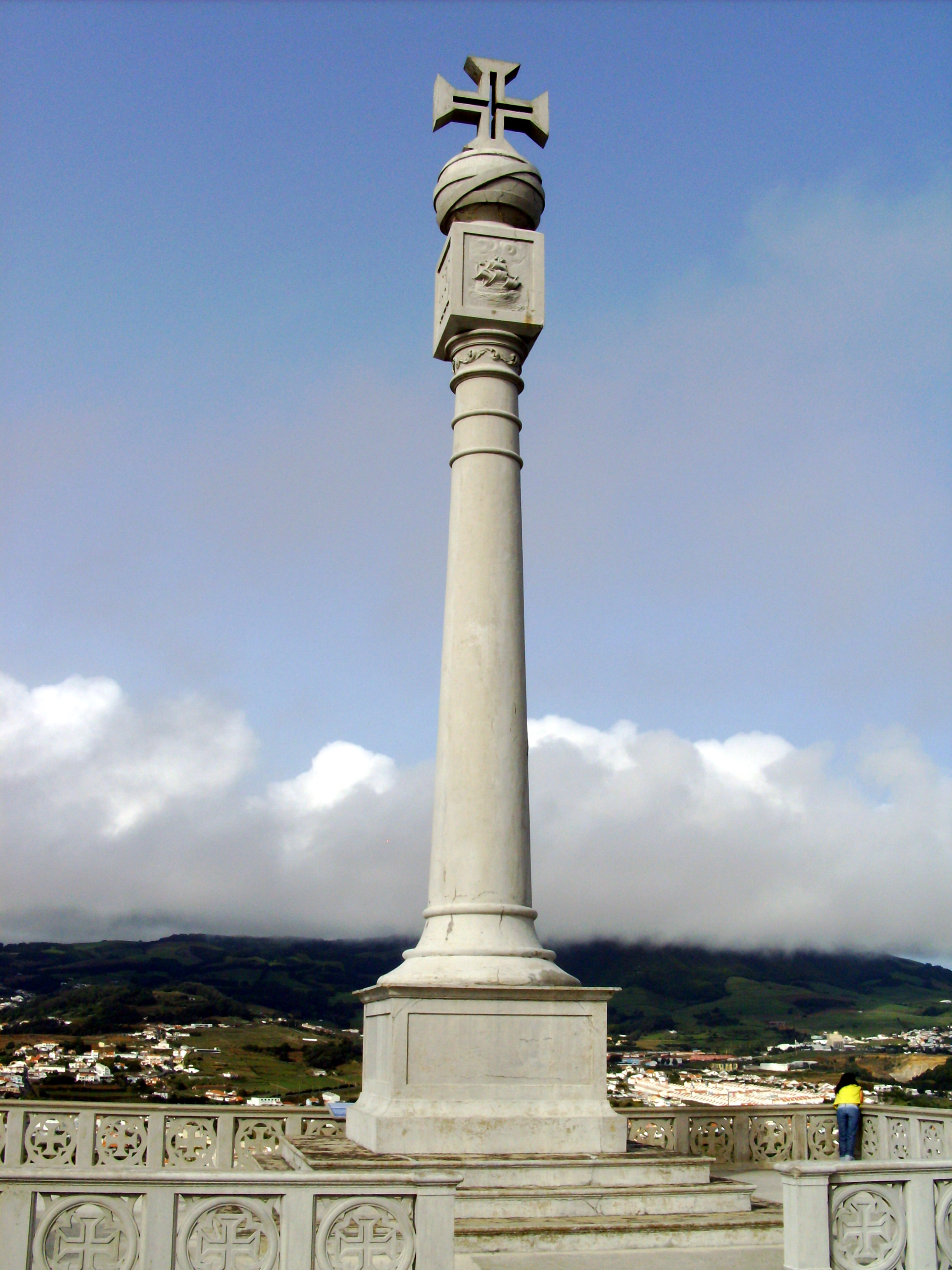
Pico das Cruzinhas, Angra do Heroísmo: Monumento alusivo ao V Centenário do Descobrimento dos Açores (1432-1932).

O Miradouro do Pico das Cruzinhas localiza-se na freguesia da Sé, no centro histórico da cidade e concelho de Angra do Heroísmo, na Ilha Terceira, nos Açores.
Encontra-se implantado no topo do pico das Cruzinhas, um dos Quatro picos do Monte Brasil, em área de grande importância paisagística e histórica para a Terceira. Integra a Reserva Florestal de Recreio do Monte Brasil.
Deste miradouro usufrui-se uma vista panorâmica sobre toda a costa sul da ilha, compreendendo os Ilhéus das Cabras, a freguesia do Porto Judeu, a Ribeirinha, a serra da Ribeirinha, o Centro Histórico de Angra do Heroísmo, a serra do Morião, a freguesia de São Mateus da Calheta e a serra de Santa Bárbara.
Entre as baías destacam-se a baía de Angra do Heroísmo, a baía do Fanal, a baía de Villa Maria. A vista privilegiada abrange ainda o Porto de Pipas, a Marina de Angra do Heroísmo e o Porto de São Mateus da Calheta. Em dias claros, avista-se ainda no horizonte, a Ilha de São Jorge e a Ilha do Pico.
Entre as atrações do local encontram-se ainda antigas peças de artilharia antiaérea da época da Segunda Guerra Mundial, o monumento ao V Centenário do Descobrimento dos Açores (1432-1932), um padrão de betão armado encimado pela Cruz de Cristo, viveiros de aves e de animais, área de piqueniques com churrasqueiras ao ar livre, anfiteatro, e um antigo paiol e guaritas do século XVII.
O Pico das Cruzinhas, como hoje é conhecido, foi também chamado de Pico das Cruzes, é o mais baixo dos três picos do Monte Brasil (168m). Na Carta de Linschoten vê-se por entre os Picos do Facho e do Zimbreiro, a parte superior e arredondada do Pico das Cruzinhas, em que estão três cruzes plantadas em bases distintas e que ainda, em 1642, ali existiam, devendo ser estes os símbolos da fé que deram o nome ao pico. À frente das três cruzes, ou no lugar delas, e exatamente no local onde em 1932 foi levantado o Padrão Comemorativo do V Centenário da Descoberta dos Açores, e de forma a ser bem vista da cidade, existia a base de pedra com alguns degraus da antiga forca do castelo, onde as autoridades espanholas, e muito em especial o tribunal arbitrário, aqui ilegalmente criado e presidido por João d’Orbina, governador-geral dos Açores, logo após a conquista da ilha em 1583, fizeram abafar os anseios dos terceirenses pela independência nacional, enforcando-os com a face voltada para a mesma ilha.

## Galeria

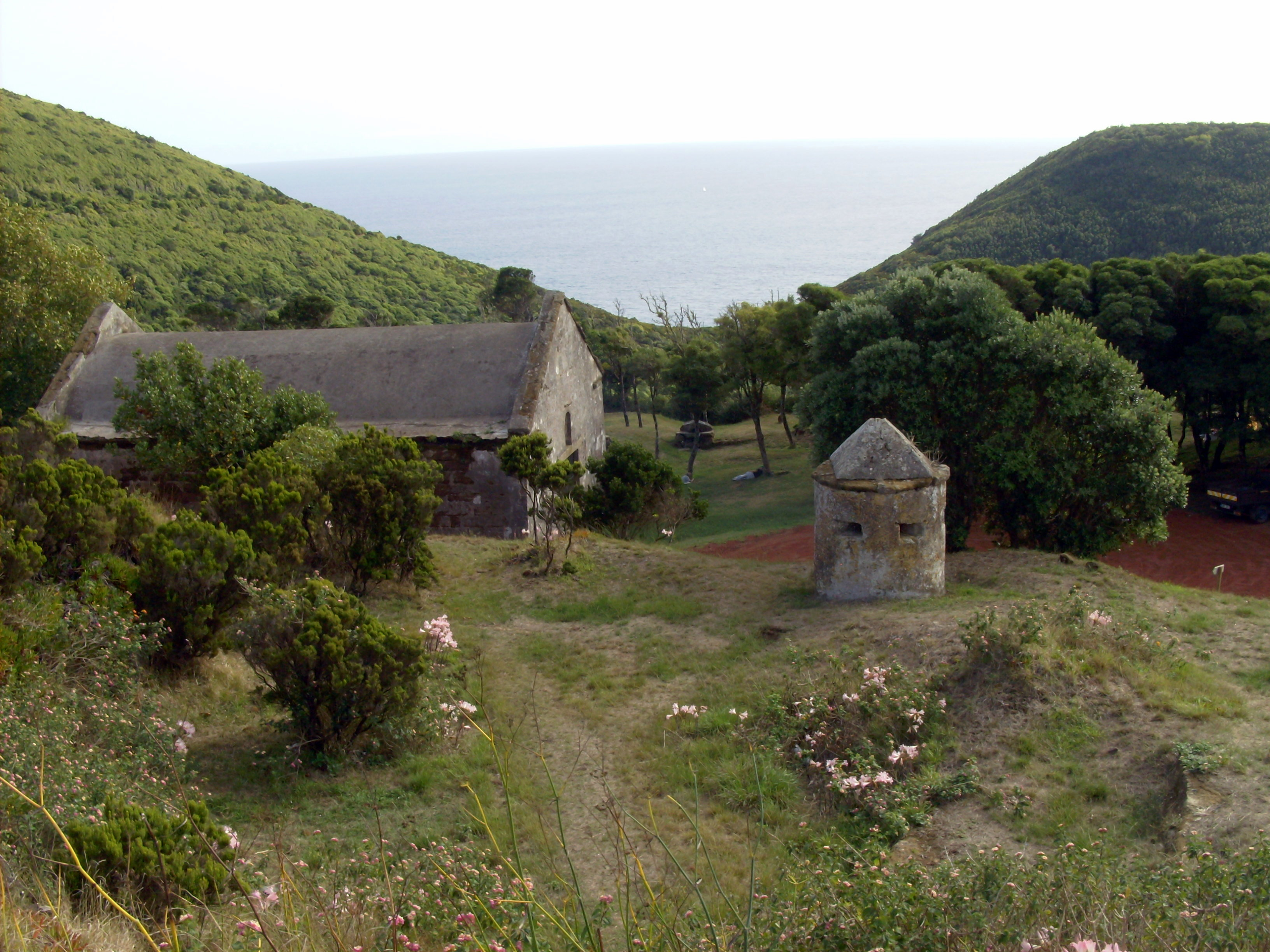
Paiol e guarita do século XVII
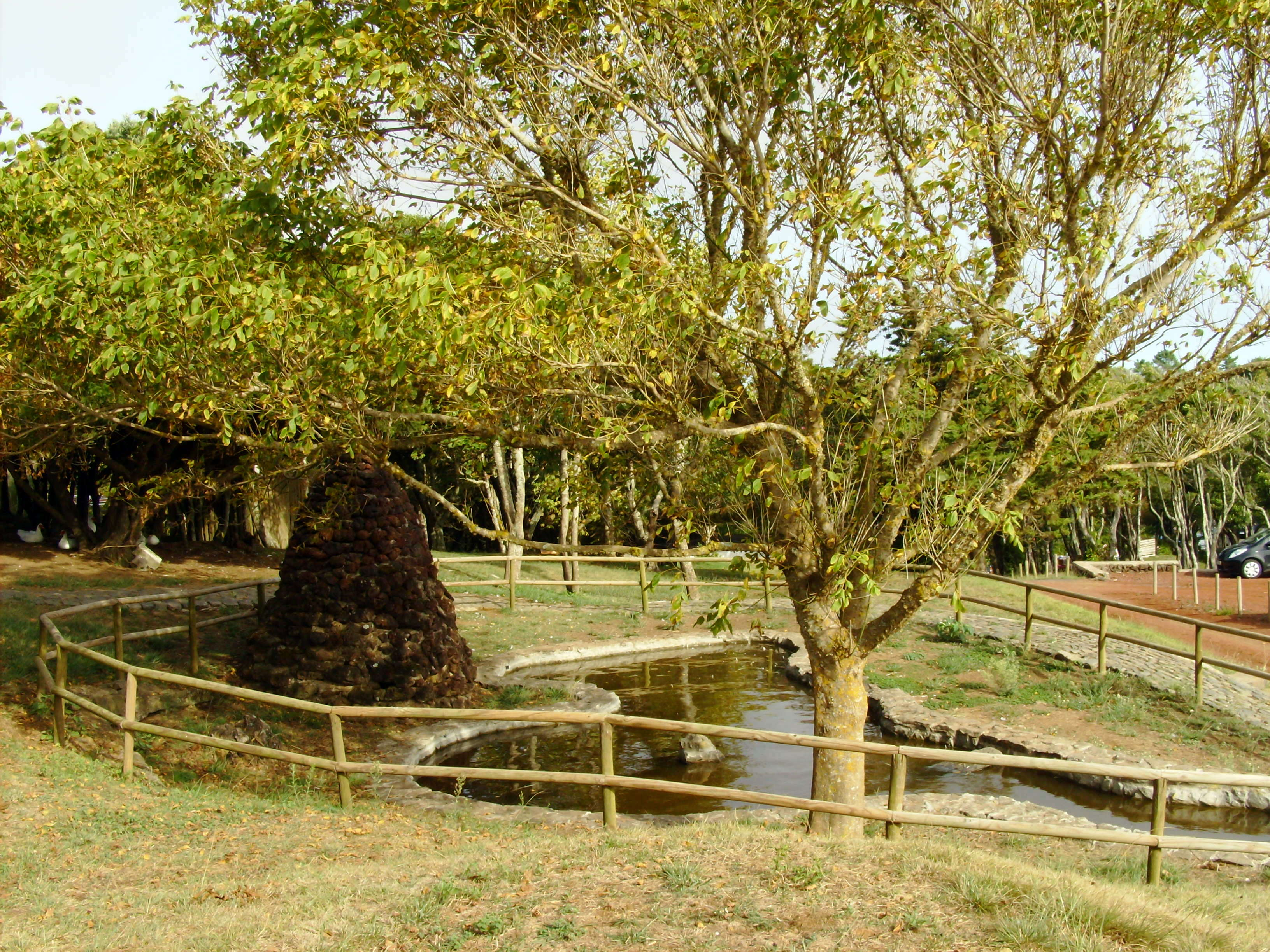
Lago e abrigo para patos
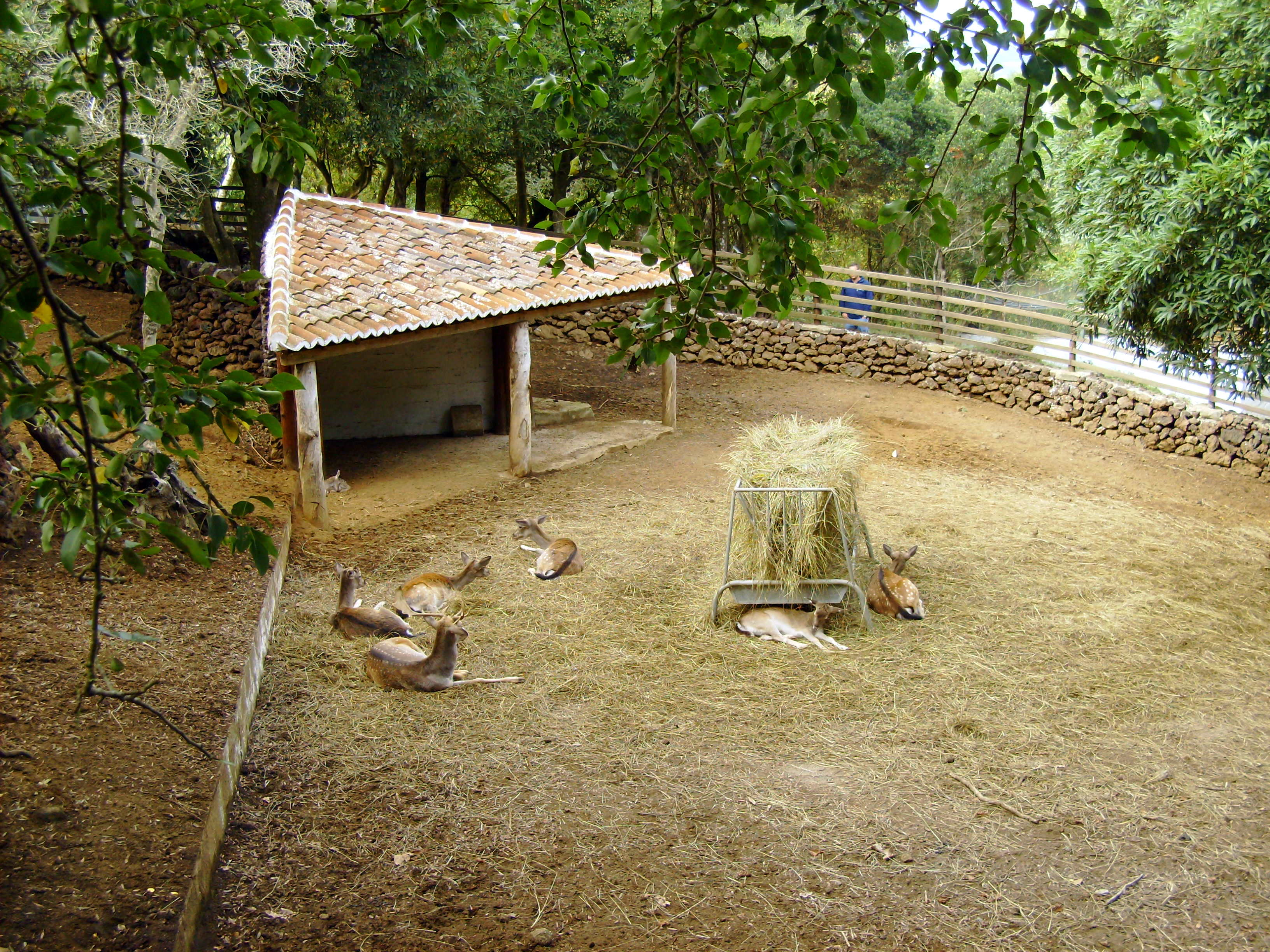
Viveiro de Cervos
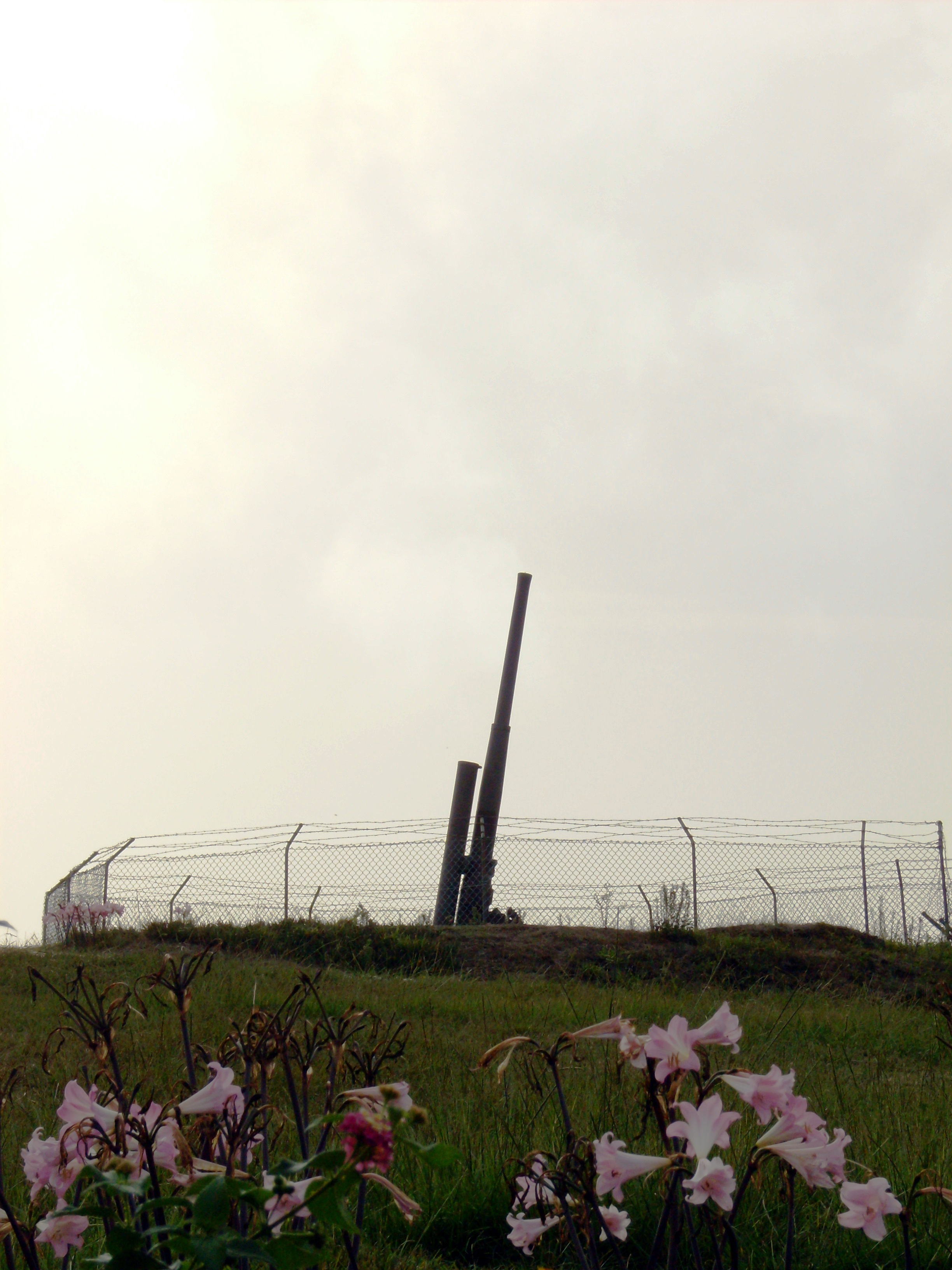
Peça de artilharia antiaérea